# Војничко гробље у Ковину
Војничко гробље у Ковину налази се на градском гробљу, на месту где су 1915. године, у 60 заједничких гробова сахрањени војници српске, немачке и аустроугарске војске. Гробље представља непокретно културно добро као знаменито место.
За време Првог светског рата у Ковину се налазила болница аустријског Црвеног крста. Током битке за Смедерево, у октобру 1915. године, рањени војници обе војске лечени су у овој болници. Они који су изгубили последњу битку, битку за живот, сахрањени су на гробљу у Ковину. Знаменито место чини 60 гробних места са 60 надгробних плоча од гранита. Ту је сахрањено 307 српских војника и 178 припадника немачке и аустроугарске војске и девет непознатих лица, а седам плоча је са натписом НН, тако да се тачан број сахрањених војника не може утврдити. 
Године 2009. на знаменитом месту подигнут је споменик израђен од гранита, по идејном решењу академског вајара Љубише Манчића. Као гробље војника из Првог светског рата, употпуњено спомен обележјем, ово знаменито место од посебног је културног и историјског значаја, нарочито пошто су у заједничке гробове сахрањени борци из супростављених војски.